# نادي ويلينغتون فينيكس
نادي ويلينغتون فينيكس لكرة القدم (بالإنجليزية: Wellington Phoenix Football Club)‏ هو نادي كرة قدم نيوزلندي، تأسس النادي في سنة 2007 ويتمركز في مدينة ويلينغتون عاصمة نيوزيلندا، ويعتبر ملعب ويلينغتون الإقليمي والذي يسع لـ 34,500 متفرج ملعبه الرئيسي.
يشارك حالياً في الدوري الأسترالي لكرة القدم، بعد أن سمح الاتحاد الأسترالي لكرة القدم بمشاركة الأندية النيوزلندية في الدوري الأسترالي، إلا أنه لا يستطيع المشاركة في مسابقات الاتحاد الآسيوي لكرة القدم بسبب موقعه في نيوزيلندا التي تُعتبر عضوة في اتحاد أوقيانوسيا لكرة القدم.